# Médaillon (architecture)
Pour les articles homonymes, voir Médaillon.
Le médaillon est un ornement de sculpture ou  d'architecture de façade ou de plafond, peint ou en bas-relief, et inscrit dans un cartouche circulaire ou elliptique.
On y représente généralement un portrait, une allégorie ou des attributs de métier, et quelquefois, une scène commémorative.
Par extension, tout cartouche (quelle que soit sa forme) portant ce type de décor est appelé médaillon. On parle de médaillon triangulaire, quadrangulaire.

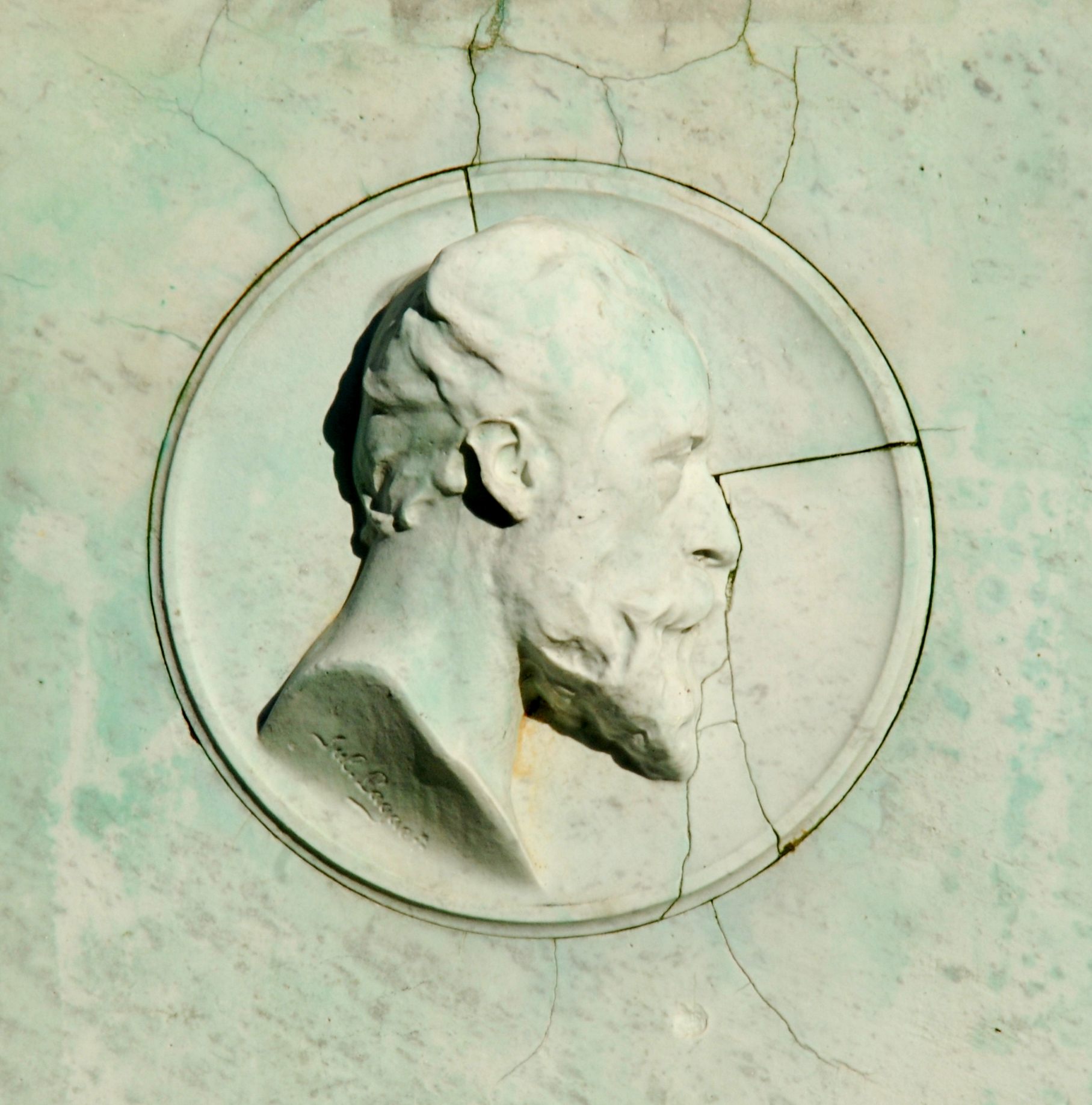
Médaillon du monument Julien Dillens à Bruxelles (Belgique).
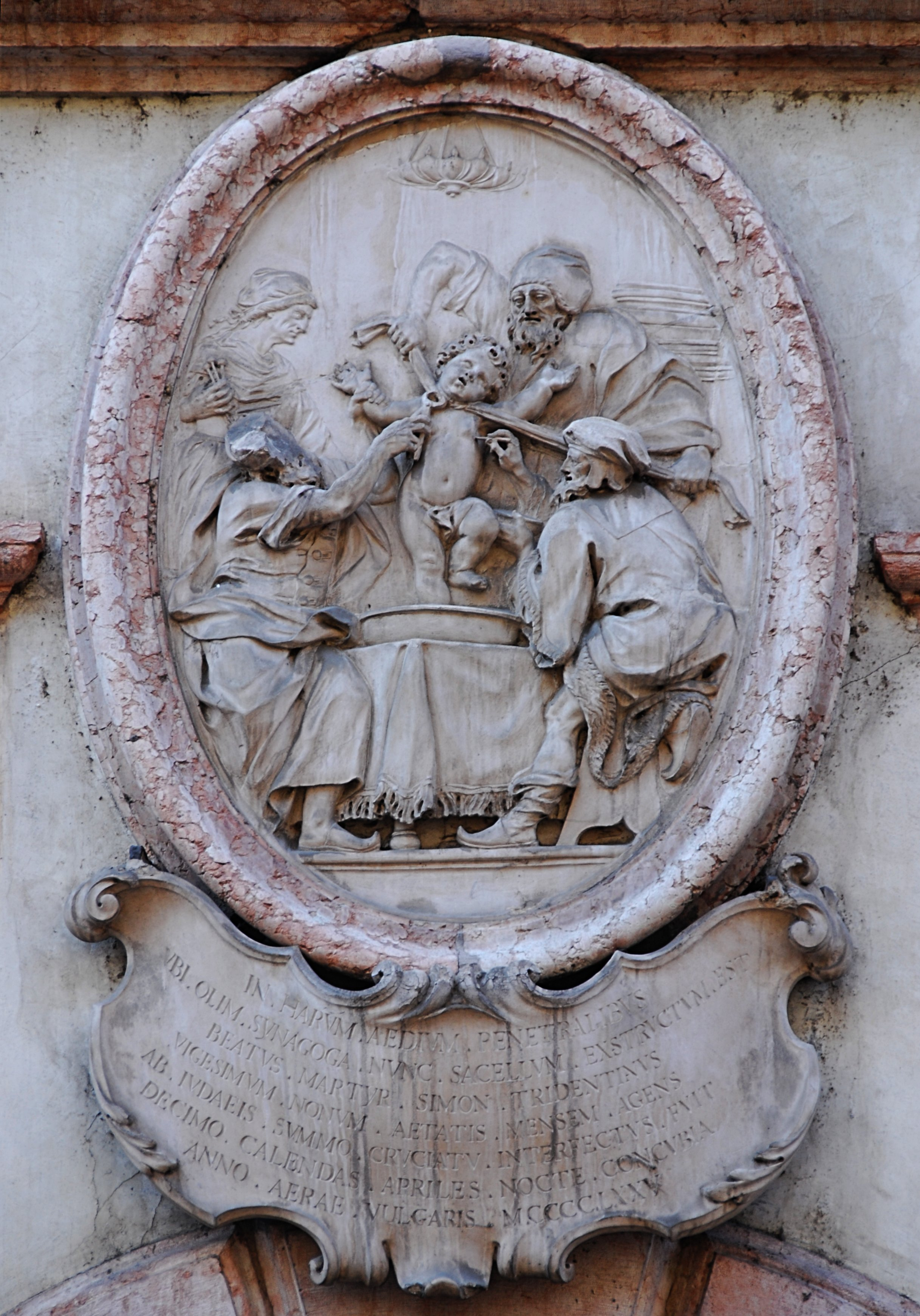
Bas-relief dans un médaillon sur une façade de Trente représentant le meurtre du petit Simon.